# Шамбон (Шер)
Шамбо́н (фр. Chambon) — коммуна во Франции, находится в регионе Центр. Департамент — Шер. Входит в состав кантона Шатонёф-сюр-Шер. Округ коммуны — Сент-Аман-Монтрон.
Код INSEE коммуны — 18046.

## География
Коммуна расположена приблизительно в 230 км к югу от Парижа, в 130 км южнее Орлеана, в 34 км к югу от Буржа.
По территории коммуны протекает река Триан.

## Население
Население коммуны на 2008 год составляло 148 человек.
| 1962 | 1968 | 1975 | 1982 | 1990 | 1999 | 2008 |
| ---- | ---- | ---- | ---- | ---- | ---- | ---- |
| 215  | 231  | 195  | 143  | 122  | 134  | 148  |

## Администрация
| Период | Период | Фамилия         | Партия | Примечания |
| ------ | ------ | --------------- | ------ | ---------- |
| 2001   | 2008   | Луи Легран      |        |            |
| 2008   | 2010   | Жерар Люка      |        |            |
| 2010   | 2014   | Жан-Мари Брошар |        |            |

## Экономика
Основу экономики составляет сельское хозяйство.
В 2007 году среди 87 человек в трудоспособном возрасте (15-64 лет) 59 были экономически активными, 28 — неактивными (показатель активности — 67,8 %, в 1999 году было 55,8 %). Из 59 активных работали 57 человек (34 мужчины и 23 женщины), безработных было 2 (1 мужчина и 1 женщина). Среди 28 неактивных 8 человек были учениками или студентами, 10 — пенсионерами, 10 были неактивными по другим причинам.

## Достопримечательности
- Церковь Сен-Пьер[фр.] (XII век). Исторический памятник с 1926 года[3]

## Фотогалерея

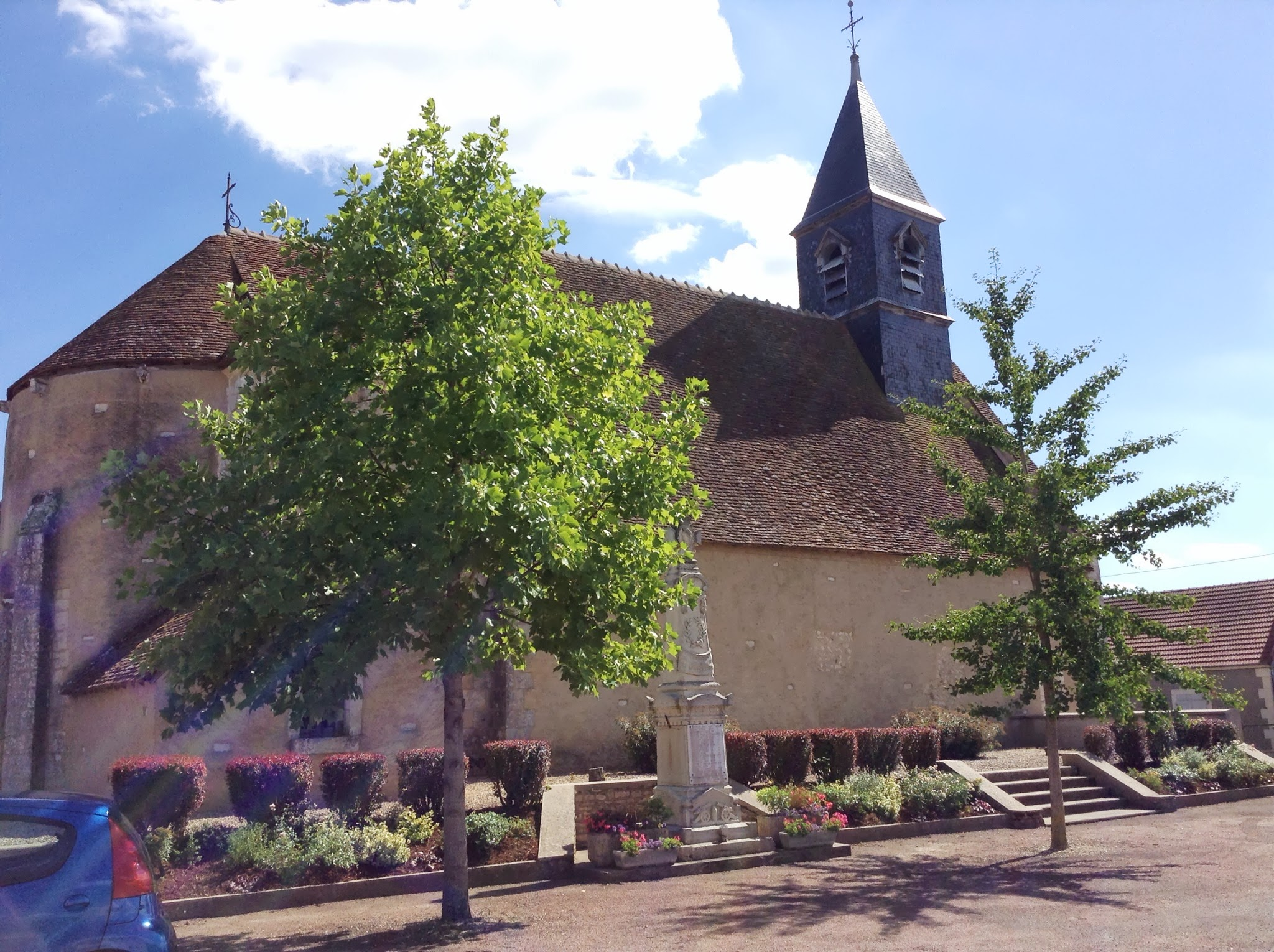
Церковь Сен-Пьер
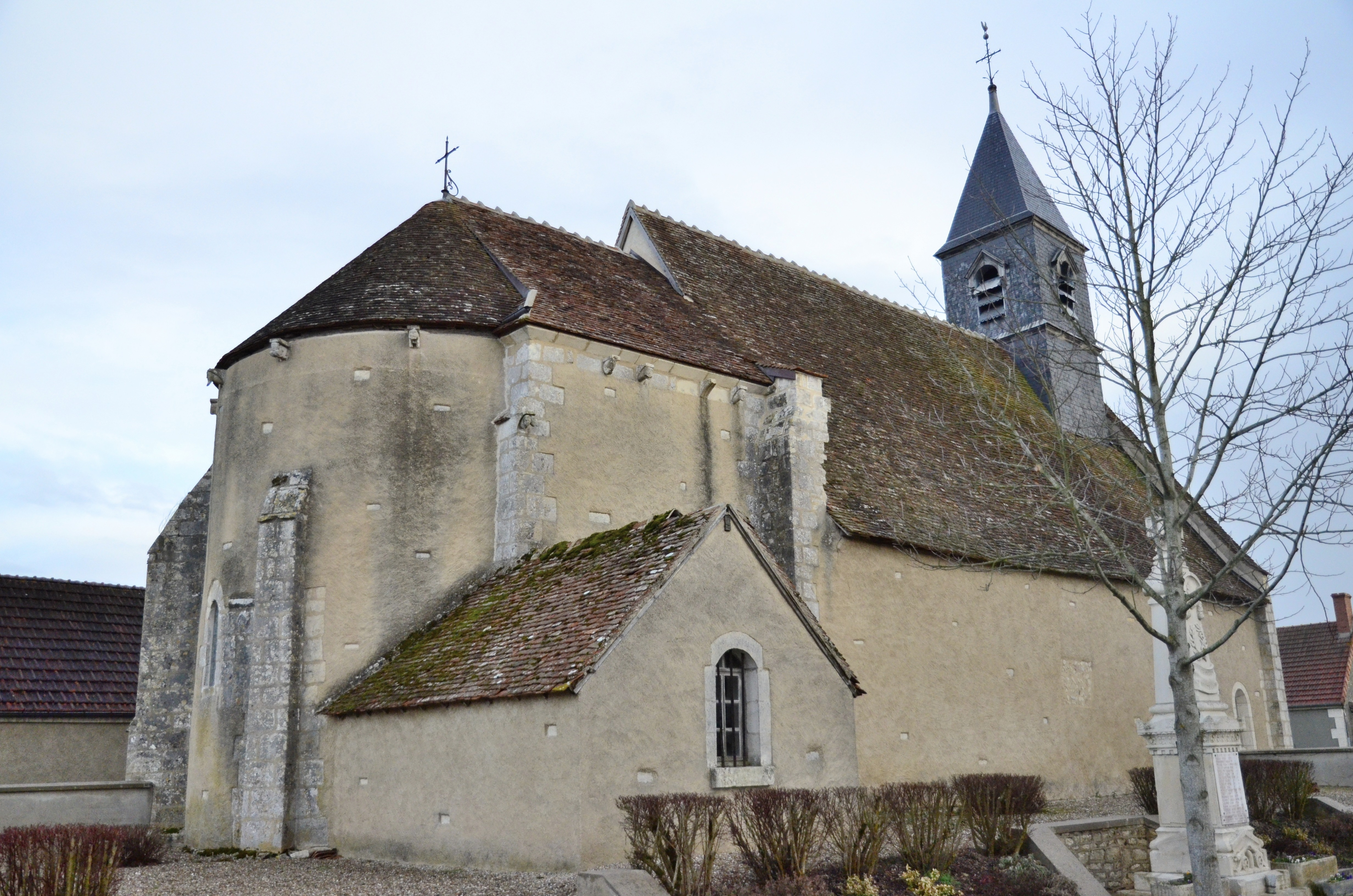
Церковь Сен-Пьер
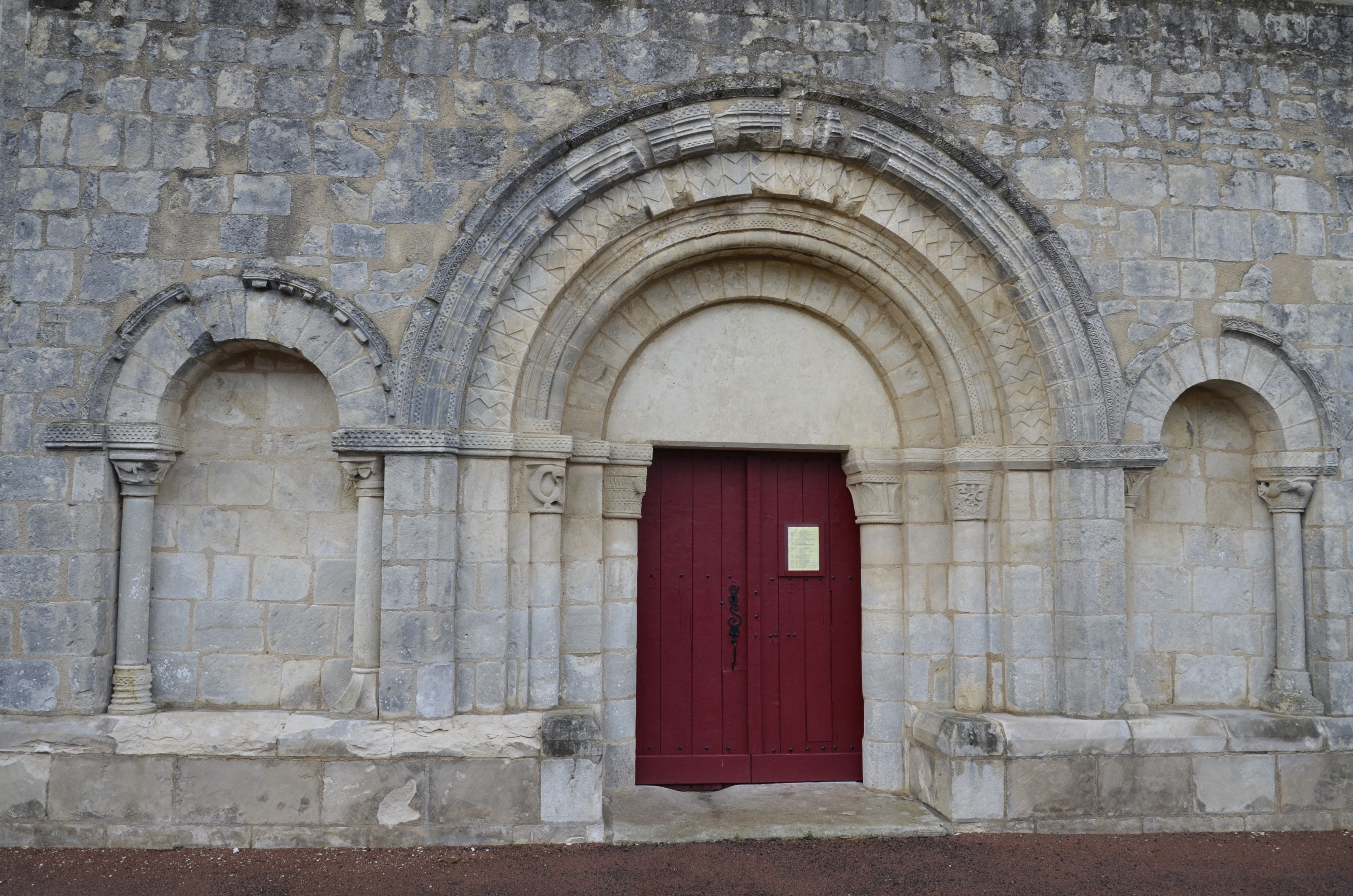
Портал церкви
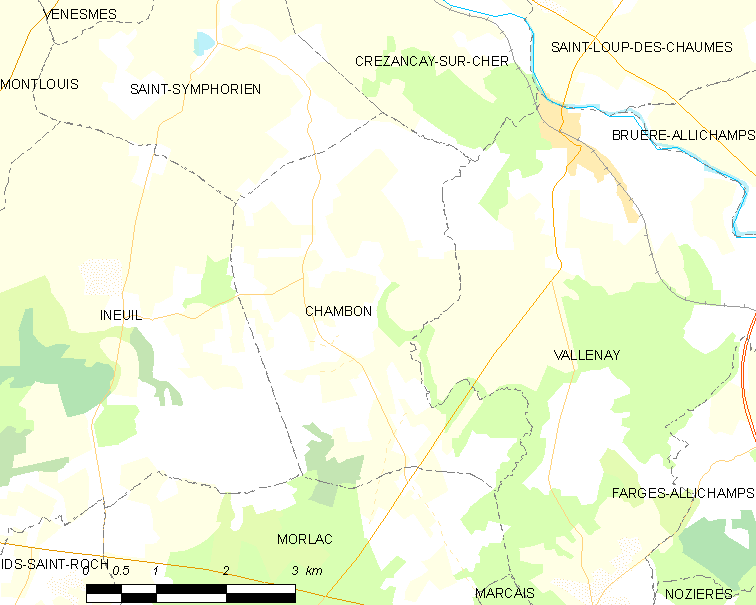
Карта коммуны